# Краєвид Толедо
Краєвид Толедо (Ель Греко), інша назва  Гроза у Толедо (англ. View of Toledo) — пейзаж, який створив іспанський художник Ель Греко в останній період творчості.

## Картина не за замовою
Збережені відомості, що пейзаж з грозою у місті Толедо не був створений для якогось замовника. Про це свідчить і той факт, що картина перебувала в будинку художника до його смерті.
Існувало несхвальне ставлення до пейзажного жанру у Італії, обумовлене рішенням Тридентського собору. Тому пейзажний жанр не мав поширення в італійському живопису 16 ст. Про заборону міг знати і Ель Греко. В його творчості знайдено лише два чисті пейзажі і обидва присвячені місту Толедо.
Було щось важливе і значуще для самого майстра, що спонукало його до створення чистого пейзажу, в котрому не було натяків на міфологічну чи  біблійну складову, як в пейзажі « Втеча Святої Родини в Єгипет (Каррачі)».

## Опис твору

Готична вежа катедрального собору Толедо. Фрагмент

Дослідники сперечаються, з якого саме боку подав художник місто, зі східного чи з північного. Досить повно панорама міста розкривається, однак, з долинного західного боку.
Насправді це досить вільна інтерпретація міста. Ель Греко не робив топографічно точного відтворення конкретного фасаду міста, а зробив чергову візуальну інвенцію, котрими так захоплювались італійські представники маньєризму. Толедо подане з невеликого пагорба на протилежному березі річки Тахо. Тому місто можна добре роздивитися саме з цього боку, в котрому лише найбільше рис його північного фасаду з мостом Алькантара. В реальності громада королівського палацу Алькасар затуляла катедральний собор міста. Вежа собору «вивільнена» волею художника і подана ліворуч, що було виправдано композиційно, але цього нема в реальному силуеті Толедо. Готична вежа собору відігравала значущу роль в силуеті Толедо і художник її зберіг. Навпаки, його мало турбували тодішні подробиці і хаотична, ще середньовічна забудова Толедо. Так, споруди з арками не існувало, вона цілком вигадана майстром і розміщена нижче Алькасара. Ця споруда — лише авторський натяк на міські споруди, що існували в місті і реальний вигляд котрих зовсім не цікавив художника. 
Пейзаж справляє враження пустельного, завмерлого перед грозою. Насправді це не так. Шляхом до моста Алькантара крокують подорожні. Враховуючи зелені трави на луках і зелені дерева, художник подав літо. На березі річки він подав також толедців, що гріються на березі, купаються і навіть допливають до скель посеред річки. Але люди абсолютно не цікавлять старого майстра. Він дегероїзував їх цілковито, як то робили саме маньєристи. Ель Греко зробив їх схожими на комах перед величчю грози, могутністю природи, могутністю містичної присутності верховного Бога християн в цьому розбурханому і загрозливому небі.
У пейзажі дивацьким чином поєднані реальні враження від спостерігання за містом Толедо, індивідуальне використання перспективи художником і містика, християнський символізм, візіонерство старого на той час майстра. Реальне в картині (цілком впізнавальний міст Алькантара, палац Алькасар ще без кутових веж на той час, заміська фортеця Сан-Сервандо ) майстерно поєднане із ірреальним і містичним.
Хосе Альварес Лопера, куратор Національного музею Прадо, пропонував висновок, що на побудову композиції вплинули «візантійські спогади», візантійські настанови іконопису, з котрих починав колись молодик. Про візантійські настанови творчості Ель Греко свідчать і три варіанти картини «Три Синайські гори»,  і вівтарний образ «Есполіо» ( або «Ганебне роздягання Христа перед стратою»). Натовп в картині «Ганебне роздягання Христа перед стратою» не зменшувався за законами італійської перспективи (з котрою майстер міг бути знайомим ще у Венеції), а був побудований уступами один над одним без скорочень, як то робили візантійські іконописці.
Залишки цієї системи відчутні і в плановій побудові «Краєвиду Толедо», де перспектива передана тонально, тими ж уступами чи східцями. Уважне око побачить також залишки площинності в пейзажі, такому характерному для візантійського іконопису.

## Фрагменти пейзажного твору

«Краєвид Толедо» з подорожніми до моста Алькантара. Фрагмент
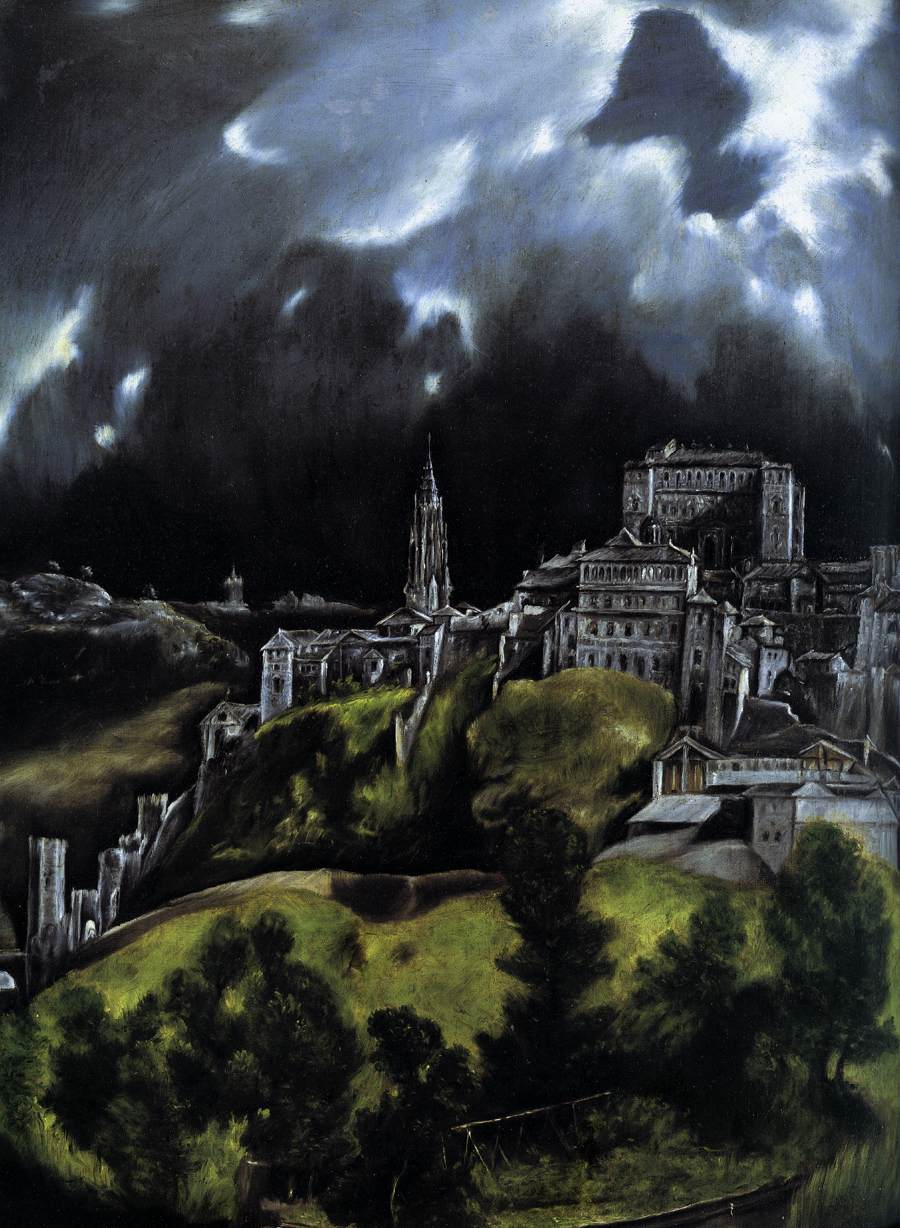
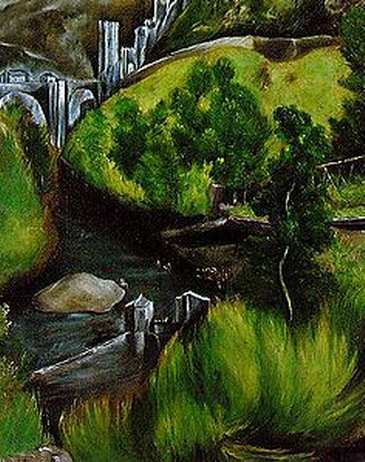
«Гроза у Толедо» з толедцями, що купаються в річці Тахо

## Побутування картини
Картина перейшла по смерті батька у майно єдиного сина художника. Новим володарем пейзажу був Педро Салазар Мендоса в Толедо ( 1629 рік ). 
У 18-му ст. сліди картини губляться. Нерелігійна і надто індивідуальна за манерою картина не могла мати впливових шанувальників в консервативній і релігійно налаштованій країні. На початку 20-го ст.  пейзаж придбав Рікардо Мадрасо, іспанський агент паризького продавця картин Дюран-Рюеля 1907 року. 1909 року Дюран-Рюель вигідно перепродав картину  Луізіні Хавемейер у місті Нью-Йорк, дружині американського мільйонера,  за 70000 франків. По смерті пані Луізіни Хавемейер картина по заповіту володарки перейшла 1929 року до збірок музею мистецтв Метрополітен .